# لاورا نونینک
لاورا نونینک (هلندی: Laura Nunnink؛ زادهٔ ۲۶ ژانویهٔ ۱۹۹۵) بازیکن هاکی روی چمن اهل هلند است.